# Saint-Victor-d’Épine
Saint-Victor-d’Épine – miejscowość i gmina we Francji, w regionie Normandia, w departamencie Eure.
Według danych na rok 1990 gminę zamieszkiwało 286 osób, a gęstość zaludnienia wynosiła 36 osób/km² (wśród 1421 gmin Górnej Normandii Saint-Victor-d’Épine plasuje się na 625. miejscu pod względem liczby ludności, natomiast pod względem powierzchni na miejscu 472.).